# Snäckor
Snäckor (Gastropoda) är den klass i djurstammen blötdjur som omfattar flest arter. Ungefär 78 procent av blötdjuren är snäckor. Snäckorna kan i storlek variera från 1 millimeter till cirka 1 meter. De förekommer på land, i hav och i sötvatten.
Landlevande snäckor kallas i dagligt tal sniglar, men i vetenskapliga sammanhang reserveras den beteckningen för snäckor utan, eller med ett mycket rudimentärt skal. Snäckskalet består nästan uteslutande av kalk.

## Utseende
Snäckor består av ett säckformigt parti, som hos de flesta arter bekläds med ett ofta spiralvridet skal som omsluter större delen av organen (tarm, lever och könsorgan). Oftast kan hela djuret dölja sig i skalet. Huvudet har ett par tentakler och ett par ögon, vilka ibland sitter på tentakelliknande stjälkar. Kroppens hela undersida upptas av foten som vanligen är en platt skiva.

Anatomisk bild av en snäcka; 1 - snäcka, 2 - lever, 3 - lunga, 4 - anus, 5 - respiratoriska porer, 6 - öga, 7 - tentakel, 8 - celebrala ganglier (hjärna), 9 - salivkanal, 10 - mun, 11 - kräva, 12 - salivkörtel, 13 - genitala porer, 14 - penis, 15 - vagina, 16 - slemkörtel, 17 - oviduct, 18 - pilsäck, 19 - fot, 20 - mage, 21 - njure, 22 - mantel, 23 - hjärta, 24 - sädesledare.

Skalets spiralvindningar berör nästan alltid varandra, och oftast är spiralen så utdragen att vindningarna bildar en mer eller mindre utdragen spets. När djuret drar sig in i skalet, kan mynningen ofta tillslutas med ett horn eller lock fäst baktill på fotens översida. Endast få former är bilateralt symmetriska. Genom vridning blev nästan alla inre organen mer eller mindre osymmetriska. Tarmkanalen bildar ofta komplicerade slingor, som är omgivna av den stora levern. Analöppningen är belägen osymmetriskt och vanligen på högra sidan i eller invid ett hål i manteln. Hos ett stort antal snäckor finns en eller ibland två gälar. Ingången till mantelhålet är en bred springa vid säckens bas. Hos lungsnäckorna saknas gälar, och mantelhålet är ombildat till lunga genom att ett fint blodkärlsnät utbildats på dess vägg. Hos en del skallösa havssnäckor, vilka saknar mantelhålet, fungerar hudutskott på ryggsidan som andningsorgan.
Hjärtat utgörs av en kammare och ett förmak. Det centrala nervsystemet utgörs av flera ganglier som är förenade med varandra genom nervsträngar. Syn-, hörsel- och luktorganen är välutvecklade. De flesta snäckor är skildkönade och andra hermafroditer. Könsöppningen utmynnar nästan alltid på högra sidan, vanligen i analöppningens närhet.

## Levnadssätt
Landlevande snäckor lägger hårda ägg med skal i fuktig jord. Flera vattenlevande snäckor genomgår som ungdjur en metamorfos. De är från början försedda med ett segelliknande organ, "velum", med vilket det kan simma i vatten, medan den först svagt utvecklade foten utvecklas senare. De flesta snäckor äter dött organiskt material eller levande växter, men några är rovdjur.

## Systematik
En internationell godkänd systematik är tills vidare inte bestämd. Det finns flera olika system bredvid varandra. De följande ordningarna följer en klassisk indelning.
- Bakgälade snäckor (Opisthobranchia)
- Framgälade snäckor (Prosobranchia)
- Lungsnäckor (Pulmonata)
- Gymnomorpha

### Urval av familjer och arter
(Urvalet omfattar huvudsakligen sötvattenslevande arter i Sverige)
(I) Introducerad
Framgälade snäckor
- Båtsnäckor (Neritidae)
  - Båtsnäcka (Theodoxus fluviatilis fluviatilis)
  - Östersjöbåtsnäcka (Theodoxus fluviatilis littoralis)
- Sumpsnäckor (Viviparidae)
  - Spetsig sumpsnäcka (Viviparus contectus)
  - Trubbig sumpsnäcka (Viviparus viviparus)
- Kronsnäckor (Thiaridae)
  - Knottrig kronsnäcka (Melanoides tuberculatus) (I)
- Snytesnäckor (Bithyniidae)
  - Stor snytesnäcka (Bithynia tentaculata)
  - Mindre snytesnäcka (Bithynia leachii)
  - Östlig snytesnäcka (Bithynia transsilvanica)
- Strandsnäckor (Littorinidae)
  - Bandad lagunsnäcka (Lacuna vincta)
  - Vanlig strandsnäcka (Littorina littorea)
  - Vivipar strandsnäcka (Littorina saxatilis)
- Tusensnäckor (Hydrobiidae)
  - Nyzeeländsk tusensnäcka (Potamopyrgus antipodarum) (I)
  - Bukig tusensnäcka (Hydrobia ventrosa)
  - Stor tusensnäcka (Peringia ulvae)
  - Förbisedd tusensnäcka (Obrovia neglecta)
  - Sjötusensnäcka (Marstoniopsis scholtzi)
- Kamgälsnäckor (Valvatidae)
  - Flat kamgälsnäcka (Valvata cristata)
  - Sumpkamgälsnäcka (Valvata macrostoma)
  - Sibirisk kamgälsnäcka (Valvata sibirica)
  - Stor kamgälsnäcka (Valvata piscinalis)

Bakgälade snäckor
- Nakensnäckor (Nudibranchia)
- Sjöharar (Anaspidea)

Lungsnäckor
- Dammhättesnäckor (Acroloxidae)
  - Dammhättesnäcka (Acroloxus lacustris)
- Dammsnäckor (Lymnaeidae)
  - Amfibisk dammsnäcka (Galba truncatula)
  - Bred sumpdammsnäcka (Stagnicola palustris)
  - Smal sumpdammsnäcka (Stagnicola fuscus)
  - Stor sumpdammsnäcka (Stagnicola corvus)
  - Smal dammsnäcka (Omphiscola glabra)
  - Örondammsnäcka (Radix auricularia)
  - Slamdammsnäcka (Radix labiata)
  - Oval dammsnäcka (Radix balthica)
  - Sjödammsnäcka (Radix ampla)
  - Manteldammsnäcka (Myxas glutinosa)
  - Stor dammsnäcka (Lymnaea stagnalis)
  - Amerikansk växthusdammsnäcka (Pseudosuccinea columella)
- Blåssnäckor (Physidae)
  - Allmän blåssnäcka (Physa fontinalis)
  - Sydeuropeisk blåssnäcka (Physella acuta)
  - Amerikansk blåssnäcka (Physella heterostropha)
  - Stor blåssnäcka (Aplexa hypnorum)
- Posthornssnäckor (Planorbidae)
  - Posthornssnäcka (Planorbarius corneus)
  - Amerikansk posthornssnäcka (Planorbella duryi) (I)
  - Orientalisk hättesnäcka (Ferrissia clessiniana) (I)
  - Allmän skivsnäcka (Planorbis planorbis)
  - Kölad skivsnäcka (Planorbis carinatus)
  - Rundläppad skivsnäcka (Anisus spirorbis)
  - Vitläppad skivsnäcka (Anisus septemgyratus)
  - Skarpkölad skivsnäcka (Anisus vortex)
  - Sirlig skivsnäcka (Anisus vorticulus)
  - Remskivsnäcka (Bathyomphalus contortus)
  - Ljus skivsnäcka (Gyraulus albus)
  - Nordlig skivsnäcka (Gyraulus acronicus)
  - Kinesisk skivsnäcka (Gyraulus chinensis) (I)
  - Glatt skivsnäcka (Gyraulus laevis)
  - Amerikansk skivsnäcka (Gyraulus parvus) (I)
  - Sjöskivsnäcka (Gyraulus riparius)
  - Ribbskivsnäcka (Gyraulus crista)
  - Linsskivsnäcka (Hippeutis complanatus)
  - Glansskivsnäcka (Segmentina nitida)
- Ancylidae
  - Flodhättesnäcka (Ancylus fluviatilis)
- Bärnstenssnäckor (Succineidae)
  - Större bärnstenssnäcka (Succinea putris)
- Skogssniglar (Arionidae)
  - Svart skogssnigel (Arion ater)
  - Mördarsnigel (Arion vulgaris) (I)
  - Arion lusitanicus (I)
- Kölsniglar (Limacidae)
  - Gråsvart kölsnigel (Limax cinereoniger)
  - Pantersnigel (Limax maximus) (I)
  - Trädsnigel (Lehmannia marginata)
- Fältsniglar (Agriolimacidae)
  - Åkersnigel (Deroceras reticulatum)
- Spolsnäckor (Clausiliidae)
  - Slätspolsnäcka (Cochlodina laminata)
- Storsnäckor (Helicidae)
  - Vinbergssnäcka (Helix pomatia) (I)
  - Trädgårdssnäcka (Cepaea hortensis)